# Ракитный, Николай Исаакович
Николай Ракитный (настоящие имя и фамилия — Николай Исакович (Исаакович) Новиков) (бел. Мікола Ракітны; 15 апреля 1920, дер. Петрицкое (ныне Брагинского района Гомельской области Беларуси) — 2000) — белорусский и советский писатель, редактор, художник.

## Биография
Родился в крестьянской семье. В 1936—1939 обучался в Витебском художественном училище.
В 1939 г. призван в Красную Армию. Во время Великой Отечественной войны участвовал в боях на Центральном и Юго-Западном фронтах.
После демобилизации в 1946 работал художником и литературным сотрудником газеты «Звезда». С 1949 — редактор отдела очерков, в 1967—1980 гг. — отдела литературы и искусства журнала «Беларусь».
Награждён орденом Отечественной войны II степени, Почётной грамотой Президиума Верховного Совета Белорусской ССР и медалями.

## Творчество
Первые рассказы напечатал в 1944 г. на русском языке в военной прессе, с 1947 г. писал на белорусском языке.
Автор сборников рассказов «Ранней весною» («Ранняй вясною», 1952), «Вечерние зори» («Вячэрнія зоры», 1956), «Селькоры» (1958), Под одной крышей («Пад адным дахам», рассказы и очерки, 1961), «Была весна…» («Была вясна…», 1964), «Среди людей своих» («Сярод людзей сваіх», 1967), «Сельские новеллы» («Вясковыя навелы», 1969), «Избранное» («Выбранае», 1972), «Засмужаная далеч» (1979), «У буйным свеце лотаці» (1989). В русском переводе — «Родные дали» (1957), «Полесские были» (1966), «Поле тихое, поле светлое…» (1975), «Сто деревенских новелл» (1984) и др.
В 1980 г. вышли его «Избранные сочинения» («Выбраныя творы») в 2 томах.
Писал преимущественно о жизни послевоенной деревни, о сильных духом рядовых советских тружениках. Его рассказы динамичны и остросюжетны, отличаются стройностью композиции.